# Shadow of the Day
«Shadow of the Day» (с англ. — «Дневная тень») — третий сингл американской рок-группы Linkin Park из альбома Minutes to Midnight. Первое публичное выступление Shadow of the Day состоялось во время тура Projekt Revolution tour в Вашингтоне, 25 июля 2007 года. 4 сентября 2012 года "Shadow of the Day", наряду с "Breaking the Habit", "New Divide", и "Burn It Down", была выпущена в "Linkin Park Pack 02" в качестве загружаемого контента для музыкальной ритм-видеоигры, Rock Band 3.

## Структура песни и справочная информация

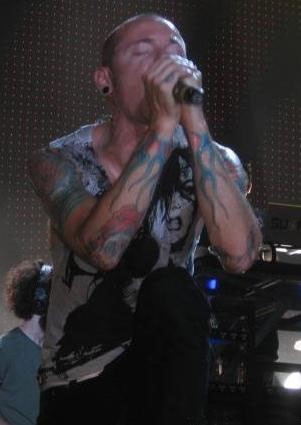
Честер Беннингтон выступает в Smirnoff Music Centre в Далласе, штат Техас во время тура Projekt Revolution, 2007

Группа поэкспериментировала с несколькими различными версиями клавишного цикла, прежде чем остановилась на той, которая использовалась в окончательной версии. Вокалист, Честер Беннингтон, объяснил, что они использовали более 60 различных ритмов для этой песни, пока не нашли подходящий. Сначала они также использовали разные типы инструментов, такие как банджо, экспериментируя с разными стилями, пока не придумали что-то, что соответствовало бы треку.
Как и в "Breaking the Habit", "Shadow of the Day" используются сэмплы живых записей струнного ансамбля в исполнении Майка Шиноды. Песня написана в тональности си мажор, первой мажорной тональности, которую когда-либо использовала группа. Припев основан на очень распространенной прогрессии (B, F♯, G♯m, E в тональности Си мажор). Конец альбомной версии песни, представляющей собой инструментальную пьесу, переходит в начало "What I've Done". Это второй по длине трек на альбоме. Майк Шинода поет только строчки "Sometimes beginnings aren't so simple, sometimes goodbye's the only way" и последние три припева "And the shadow of the day will embrace the world in grey, and the sun will set for you" с другим тембром голоса, но с той же нотой Честера.
Во время тура Projekt Revolution, Честер Беннингтон играл на гитаре, а также пел текст в конце песни. Такие случаи очень редки для группы, так как Брэд Делсон является ведущим гитаристом, а Майк Шинода, как правило, играет вторую гитарную партию, но Шинода вместо этого играл на клавишных. Однако это не первая песня, в которой Беннингтон играет на гитаре, поскольку "It's Goin' Down" также был исполнен c Беннингтоном, играющим на гитаре. Позже Беннингтон также играл на ритм-гитаре на живых выступлениях "Iridescent". Беннингтон также играл на ритм-гитаре во время живых выступлений нескольких песен с альбома One More Light до своей смерти в июле 2017 года.

## Видеоклип
По сюжету видеоклипа, снятого Джо Ханом, Честер просыпается в своей кровати, ест, бреется, смотрит новости, видит, что творится на улицах Америки. Он выходит на улицу и оказывается в гуще событий, которые видел до этого по телевизору.
Официальная версия клипа отличается от режиссёрской. В режиссёрской версии показано, что перед тем как выйти на улицу, Честер готовит бомбу, которую после взрывает в одном из офисных зданий. В официальной версии самого взрыва, как и бомбы вообще, нет. Также существует альтернативная версия, в самом конце которой показывают падающую сумку Честера в слоу-мо, что, очевидно, означает смерть главного героя в перестрелке.

## Список композиций
CD 1
Слова и музыка всех песен — Linkin Park.
| №  | Название                                                                   | Длительность |
| -- | -------------------------------------------------------------------------- | ------------ |
| 1. | «Shadow of the Day»                                                        | 4:16         |
| 2. | «Bleed It Out» (Live from Projekt Revolution, Holmdel NJ, 29 августа 2007) | 6:07         |

CD 2
Слова и музыка всех песен — Linkin Park.
| №  | Название                                                                   | Длительность |
| -- | -------------------------------------------------------------------------- | ------------ |
| 1. | «Shadow of the Day»                                                        | 4:16         |
| 2. | «Bleed It Out» (Live from Projekt Revolution, Holmdel NJ, 29 августа 2007) | 6:07         |
| 3. | «No More Sorrow» (Third Encore Session)                                    | 3:45         |

7" Picture disc format
Слова и музыка всех песен — Linkin Park.
| №  | Название                                | Длительность |
| -- | --------------------------------------- | ------------ |
| 1. | «Shadow of the Day»                     | 4:16         |
| 2. | «No More Sorrow» (Third Encore Session) | 3:45         |

## Чарты
| Чарт (2008)                            | Высшая позиция |
| -------------------------------------- | -------------- |
| Australia ARIA Singles Chart           | 15             |
| Austria Singles Top 75                 | 6              |
| U.S. Billboard Hot 100                 | 15             |
| U.S. Billboard Hot 100 Airplay         | 16             |
| U.S. Billboard Hot Digital Songs       | 15             |
| U.S. Billboard Top 40 Mainstream       | 9              |
| U.S. Billboard Hot Adult Top 40 Tracks | 6              |
| U.S. Billboard Modern Rock Tracks      | 2              |
| U.S. Billboard Mainstream Rock Tracks  | 6              |
| U.S. Billboard Year-End                | 55             |
| Canadian Hot 100                       | 12             |
| Poland                                 | 5              |
| Czech Republic                         | 14             |
| European Hot 100 Singles               | 21             |
| French Singles Chart                   | 20             |
| German Singles Chart                   | 12             |
| New Zealand RIANZ Singles Chart        | 13             |
| Swedish Singles Chart                  | 20             |
| Swiss Singles Chart                    | 11             |
| UK Singles Chart                       | 46             |

### Чарты в конце года
| Чарт (2008)          | Позиция |
| -------------------- | ------- |
| German Singles Chart | 55      |